# Guidonia Montecelio
Guidonia Montecelio, känd som Guidonia, är en ort och kommun i storstadsregionen Rom, före 2015 provinsen Rom, i regionen Lazio i Italien. Kommunen hade 89 671 invånare (2018).